# Chrysopogon splendidissimus
Chrysopogon splendidissimus är en tvåvingeart som beskrevs av Ricardo 1912. Chrysopogon splendidissimus ingår i släktet Chrysopogon och familjen rovflugor. Inga underarter finns listade i Catalogue of Life.